# Geessien Bleeker
Geessien (Geesje) Bleeker (Termunten, 3 september 1920 – Emmen, 13 maart  2011) was een Nederlandse collaborateur in de Tweede Wereldoorlog. Zij was koerierster bij een verzetsgroep, maar werd na haar arrestatie door de Sicherheitsdienst (SD) ingezet als informant. Het verzet koesterde verdenkingen, maar kon deze niet hard maken. Wel was Bleeker daarom van augustus 1944 tot februari 1945 een gevangene van het verzet. In deze periode hielp zij tijdens een huiszoeking zes ondergedoken joden te verbergen. Zij trad wederom op als informant, nadat ze opnieuw in handen van de SD was gevallen. Zij was verantwoordelijk voor de arrestatie van minimaal 40 personen, van wie 13 de oorlog niet overleefden.
Het Bijzonder Gerechtshof veroordeelde Bleeker na de oorlog ter dood, de straf werd later bijgesteld naar levenslang. 

## Levensloop

### Jeugd
Bleeker werd als derde kind van vijf geboren in een boerengezin. Zij groeide op in Delfzijl en bezocht de Christelijke Ulo. Van september 1939 tot april 1941 werkte zij als dienstmeisje in Aalsmeer. Bij terugkeer in Delfzijl leerde zij de SD'er Adolf Becker kennen, met wie zij een seksuele relatie kreeg. Becker was gestationeerd bij de Sicherheitsdienst in Delfzijl en was onder andere belast met de controle van de scheepvaart. Bleeker leerde in deze periode ook andere SD'ers kennen, onder wie Helmuth Johann Schäper. In deze periode gaf Bleeker belastende informatie over verschillende personen door aan Becker, zoals twee Nederlandse meisjes die contact hadden met een joodse jongen, een gepensioneerde leraar die naar de Engelse radio luisterde en een predikant Maarten Wilschut die zich in zijn preken nogal anti-Duits uitliet.
De vader van Bleeker vond het niks dat zijn dochter een relatie had met een Duitser en regelde voor haar werk op het distributiekantoor in de stad Groningen. Ondanks dat bleef zij contact houden met Becker, ook na diens overplaatsing naar Arnhem. Bleeker werd eind mei 1944 ontslagen omdat ze sjoemelde met bonkaarten.

### Koerierster in het verzet
In diezelfde periode werd Bleeker via Hielke van der Heide koerierster van een knokploeg die onder leiding stond van Meindert Veldman. Haar schuilnaam was Rennie. Deze knokploeg viel onder het district Groningen van de Landelijke Knokploegen. De verzetsman Berend Thobokholt testte haar op zwijgzaamheid, maar liet het wegens tijdgebrek na haar antecedenten te onderzoeken (waardoor hij er mogelijk achter was gekomen dat zij een liefdesrelatie had met een SD'er). Als koerierster leerde Bleeker verschillende adressen kennen waar onderduikers zaten. Ook nam zij deel aan meerdere vergaderingen waar leden van bevriende verzetsgroepen bij aanwezig waren.

### Verraad in Groningen
Bleeker werd op 27 juli 1944 gearresteerd door de SD-agenten Pieter Johan Faber, Jacobus van der Sluis en Alphonse Schoonheyt op de Turfsingel 51A in Groningen. Dit was het postadres van de verzetsgroep van Veltman. Samen met haar werden meerdere mensen aangehouden die het huis bezochten, onder wie Van der Heide en zijn huisgenoot Willem Homoet. Beiden overleefden de oorlog niet. Na de oorlog verklaarde Bleeker dat zij Helmuth Schäper die ze toevallig tegen het lijf was gelopen had ingelicht over de Turfsingel 51 A in Groningen. Later herriep zij deze verklaring weer en stelde dat zij door haar verhoorders was mishandeld. Het is niet met zekerheid te stellen dat zij het adres aan de Turfsingel heeft verraden, waarschijnlijk is het niet (zie ook kopje Veroordeling).
Wel is duidelijk dat Bleeker in ieder geval vanaf dat moment voor de Sicherheitsdienst werkte. Zij wees als eerste haar arrestnemers er op dat er in het raam van het pand een krant geplaatst zou worden als signaal naar bezoekers dat de kust veilig was. Nog in de avond van 27 juli werd in de boerderij van Veldman een inval gedaan, gevolgd door andere adressen. Als gevolg van het verraad van Bleeker werden zeker zeventien personen gearresteerd, waarvan vijf de oorlog niet overleefden. Dat waren Antoon Factor, Henk Offereins, Meinko Poel, Meindert Veldman en Fokko Zuidveld.
Henk Ridder, de provinciaal leider van de knokploegen, was de eerste die Bleeker verdacht van verraad. In samenspraak met andere verzetsleiders werd besloten haar gevangen te nemen. Aan Bleeker werd doorgegeven dat iemand van het verzet haar wilde spreken. Zij maakte een afspraak voor 29 augustus op het Groninger Hoofdstation. Bleeker waarschuwde wel haar opdrachtgevers bij de SD dat zij een ontmoeting zou hebben met iemand van het verzet. De SD zette de perrons af voor de controle van passagiers, in de hoop zo diegene met wie Bleeker een afspraak had aan te houden. Er kwam echter niemand opdagen. Er werd voor twee dagen later een afspraak gemaakt op treinstation Hoogkerk. Bleeker arriveerde daar alleen en ging vrijwillig met Ridder mee naar de boerderij van Andries Torensma in Leutingewolde. Daar werd zij twee dagen langdurig ondervraagd, maar zij ontkende alle beschuldigingen. Er lag al een paal klaar om Bleekers lichaam na liquidatie aan vast te binden om naar de bodem van het kanaal te laten afzakken. Zonder bekentenis durfde Ridder dat besluit niet te nemen. Op 11 september 1944 vond er een veemgericht plaats, maar ook die durfde haar niet schuldig te verklaren. Wel werd besloten dat Bleeker gevangen moest blijven.

### Gevangenschap

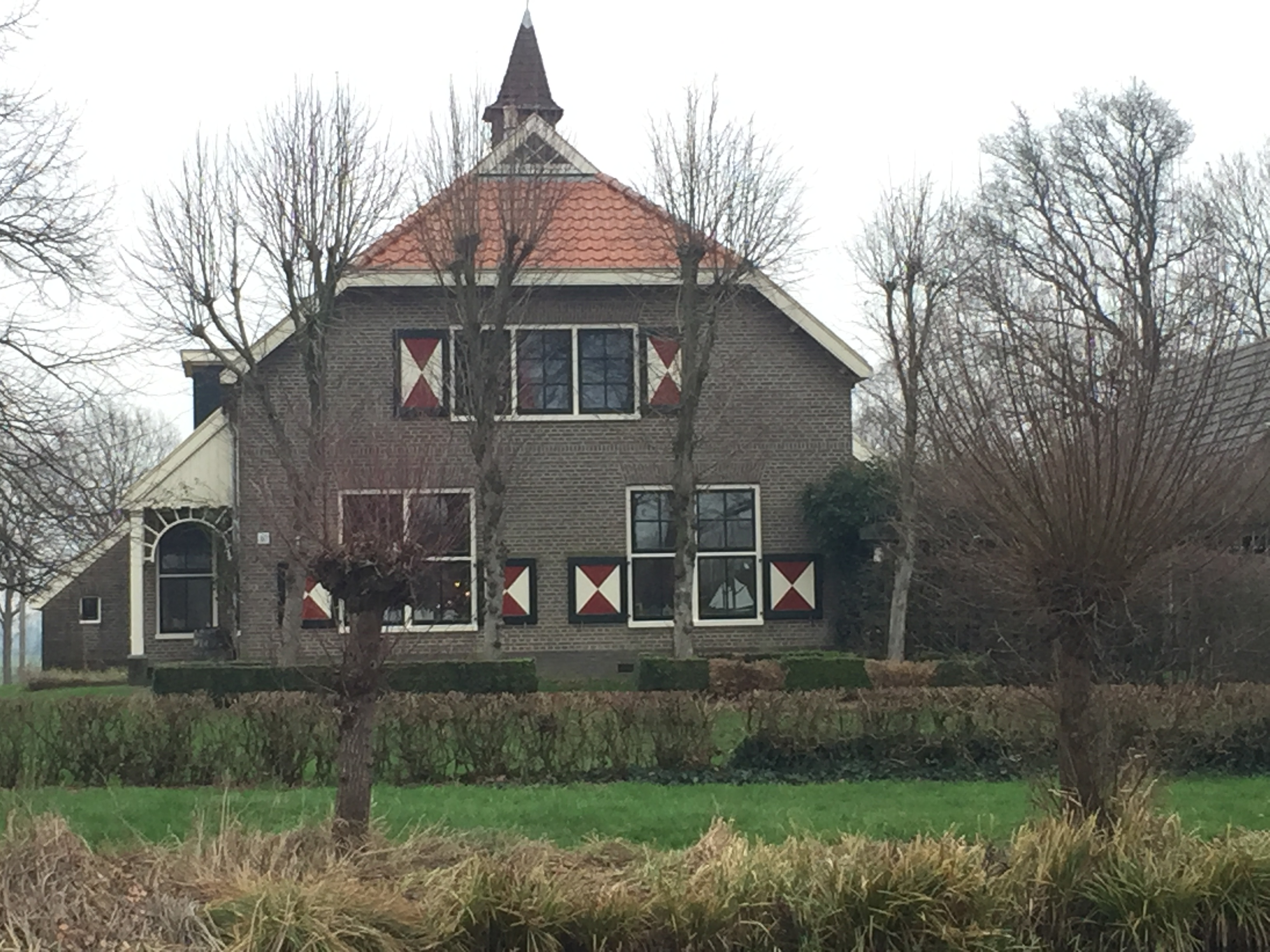
De boerderij van Lammert Zwanenburg waar Geessien Bleeker twee maanden "gevangen" zat

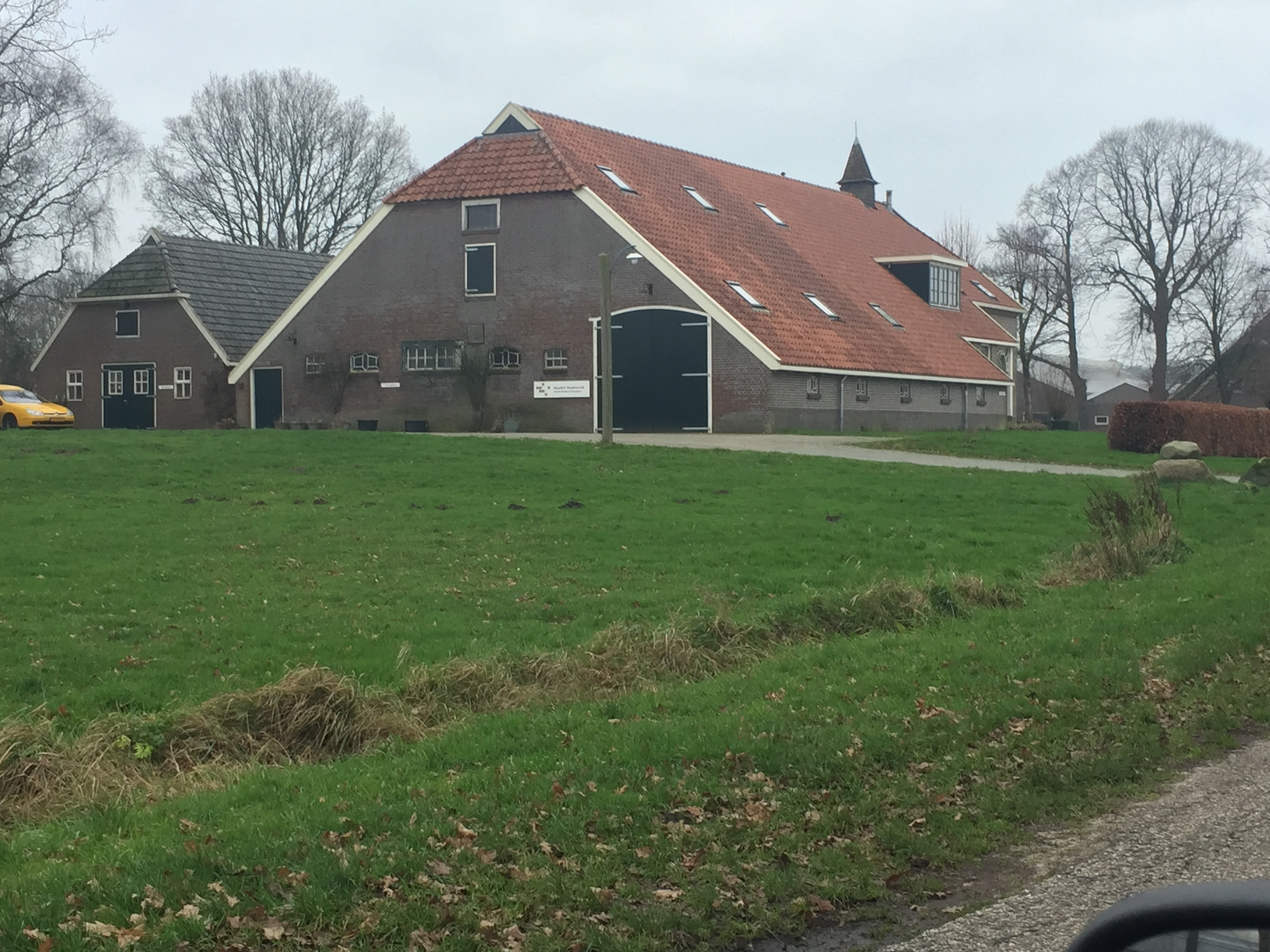
De boerderij van de achterkant gezien

Bleeker werd in eerste instantie vastgehouden op de boerderij van Lammert Zwanenburg in het Drentse Beilen, waar hij woonde met zijn vrouw en hun kinderen Yntze en Wietske. Allen waren actief betrokken bij het werk van de LO. Vanuit de boerderij werden illegale bladen en bij overvallen buitgemaakte distributiestamkaarten en -bonnen verspreid. Ook zaten er zes joden ondergedoken. 
Als gevangene had Bleeker relatief veel bewegingsvrijheid. Zij hielp in de huishouding en probeerde het vertrouwen van het gezin te winnen. De eerste dagen was het gezin nog terughoudend bij het praten over hun verzetsactiviteiten, maar die voorzichtigheid lieten zij na een aantal dagen geleidelijk varen. Bleeker ving daardoor veel namen op. In deze periode had zij meerdere keren de kans om te ontsnappen uit haar gevangenschap, maar zij greep die kans niet aan. Zo werd de auto waarin zij vervoerd werd naar de boerderij onderweg ter controle staande gehouden door Landwachters, maar Bleeker zei niets. Begin oktober 1944 kwamen twee Landwachters fietsen vorderen. Bleeker hielp toen de joodse onderduikers verbergen.
In de nacht van 18 op 19 oktober 1944 vond er een inval plaats in de boerderij. De naam van Zwanenburg was genoemd tijdens een verhoor. De Landwachters vonden bonkaarten en foto's van geallieerde vliegers. Dat was genoeg reden om Lammert Zwanenburg en zijn dochter Wietske mee te nemen. De Landwachters lieten geen mensen achter op de boerderij, waardoor de joodse onderduikers die niet ontdekt werden met hulp van Bleeker snel naar veilige adressen werden gebracht. Zwanenburg zelf werd door de SD'ers Sander van Droffelaar en Piet van Nordenne in aanwezigheid van zijn dochter zwaar mishandeld en een dag later zonder proces geëxecuteerd bij Kamp Westerbork.
Bleeker kwam via verschillende adressen, waaronder dat van de predikant Hendrik Johannes Heersink terecht bij het gezin van Roelof Eising in Drijber. De familie woonde in een huis op het terrein van de Vuil Afvoer Maatschappij. Eising wist niet meer dan dat Bleeker door de Duitsers werd gezocht, zelf liet zij in het midden waarom. Begin februari 1945 kwam er in een woning een geheime zender die bediend werd door Anton Stam. Via een andere geheime zender die werd opgerold kwamen de Duitsers te weten dat er ergens in Drijber een zender moest zijn. Zij peilden deze uit. Op 9 februari 1945 volgde een inval van de SD onder leiding van Wilhelm Eichel, waarna Stam werd aangetroffen in zijn schuilplaats, die door Bleeker aan de Duitsers zou zijn getoond.
Na de oorlog "bekende" Bleeker aan haar ondervragers dat zij de Duitser een week eerder op het bestaan van de zender had gewezen. Later trok zij deze verklaring weer in omdat zij 30 uur achter elkaar zou zijn verhoord en daarbij mishandeld. Het meest waarschijnlijk is dat Bleeker de zender niet heeft verraden. Dit werd ook ontkend door de Duitse betrokkenen die na de oorlog werden ondervraagd. Bovendien is bekend dat verzetsman Jacob van den Hul, die een week eerder was opgepakt en van het bestaan van de zender wist, tijdens de verhoren was doorgeslagen.
Bleeker werd wel herkend door de SD-agenten en meegenomen. Zij gaf de namen door van verschillende betrokkenen bij de radiozender. Op 9 februari en de dagen daarna werden acht personen aangehouden. Drie van hen werden geëxecuteerd bij de Woeste Hoeve vanwege de aanslag van het verzet op Hanns Rauter, te weten Harmanus Schipper, Pleunis Dubbeldam en Jan Vroom. Een vierde persoon, Klaas Westerbeek, werd gedeporteerd naar Duitsland en verdronk tijdens het bombardement van de Cap Arcona op 3 mei 1945.

### Verraad in Drenthe
De SD in Drenthe raadpleegde eerst de SD in Groningen of zij Bleeker nog nodig hadden. Dat was niet het geval. Zij vroegen daarom aan Bleeker of zij voor hen wilde werken. Zij kwam te werken onder Jan van Lieshout in het Huis van Bewaring in Assen. Bleeker werd opgesloten bij verzetsleden en probeerde hun vertrouwen te winnen. Sommigen van hen vertrouwden Bleeker volledig en gaven veel informatie prijs. Zeker vijftien personen werden op basis daarvan aangehouden, onder wie de bekende schrijver Anne de Vries. Koop Schra en Piet van de Velde werden doodgeschoten op 8 maart bij Woeste Hoeve, Hendrik Kuiper en Andries Torensma kwamen om in concentratiekamp Neuengamme en  Sandbostel, terwijl zes andere mensen de Duitse concentratiekampen overleefden.

### Aanhouding en vlucht
Op 10 april 1945 nam Bleeker met een groep SD'ers, waaronder Jan Lamberts, Sander van Droffelaar en Jan Viëtor, de benen voor de oprukkende geallieerden. Op 12 april 1945 vond Bleeker samen met de vrouw van Van Lieshout onderdak bij haar zwager in Overschild. Daar werd zij een week later aangehouden door de Binnenlandse Strijdkrachten. Zij kwam terecht in een interneringskamp in Schildwolde.
Bleeker werd op 4 juni 1945 verhoord door Nico Viëtor en Bert Dijkstra. Viëtor was districtshoofd van de Politieke Opsporingsdienst en had tijdens de oorlog een actieve rol gespeeld in het verzet in Drenthe. Op basis van de informatie die Bleeker aan de SD had doorgespeeld was Viëtor bijna gepakt. Viëtor en Dijkstra namen Bleeker mee naar het huis van Anne de Vries, waar zij 30 uur lang werd verhoord. Zowel De Vries als Bleeker verklaarden later dat zij daarbij ernstig mishandeld was. Zo zou zij met een touw onder haar oksels in de boom zijn gehangen, geslagen met een gummiknuppel en werden er brandende sigaretten op haar uitgedrukt. Bleeker herriep later haar verklaring, waarin zij had opgebiecht achter het verraad van de Turfsingel 51A en de radiozender in Drijber te zitten.

### Veroordeling
Na de oorlog moest Bleeker voorkomen bij het Bijzonder Gerechtshof in Groningen en in Assen, omdat zij haar misdaden over twee periodes in beide provincies had begaan. Door beide gerechtshoven werd zij ter dood veroordeeld. Bleeker ging in hoger beroep, maar de Bijzondere Raad van Cassatie bevestigde op 16 juni 1947 de doodstraf. 
Zij greep haar laatste kans aan: een gratieverzoek aan koningin Wilhelmina. Minister van Justitie Johannes Henricus van Maarseveen vroeg de Raad van Cassatie in september 1947 advies over twee gratieverzoeken, die van Bleeker en van de joodse verraadster Ans van Dijk. Bij Van Dijk adviseerde de Raad unaniem om het verzoek af te wijzen, bij Bleeker was een lid van de Raad voor gratie, mede vanwege Bleekers jonge leeftijd en de "abnormale omstandigheden" waarin zij terecht was gekomen. Van Maarseveen behandelde de kwestie vervolgens in de ministerraad. Het feit dat de Raad van Cassatie niet unaniem was in het afwijzen van het gratieverzoek van Bleeker was voor de ministerraad genoeg reden om de koningin te adviseren het gratieverzoek in te willigen. Zo gebeurde het en de straf werd omgezet naar levenslang.
Bleeker zat haar straf uit in het Huis van Bewaring in Scheveningen. Daar raakte zij bevriend met Betje Wery en Branca Simons. Onder anderen Anne de Vries en Willem Nagel maakten zich in de jaren vijftig hard voor de vrijlating van Bleeker. Nagel was onderdeel geweest van het veemgericht dat naar Bleekers zaak had gekeken kort nadat zij door het verzet gevangen was genomen. Nagel en de anderen konden niet met zekerheid haar schuld vaststellen, waardoor het besluit viel haar niet te liquideren. In april 1959 werd haar straf omgezet van levenslang naar 24 jaar.

### Latere jaren
Bleeker werd op 18 augustus 1960 vrijgelaten. Dankzij bemiddeling van een legerpredikant vond zij werk bij de Holland-Amerika Lijn. Zij betrok een kamer op de Emmalaan 97 in Rotterdam, later kreeg zij een flat aan de Eliotsplaats in Rotterdam. In 1985 deed zij nog eenmaal een poging om haar kiesrecht weer terug te krijgen; dat werd afgewezen. Eerder waren de restricties om de noordelijke provincies te bezoeken al wel ten dele opgeheven, zodat zij haar moeder kon bezoeken. De laatste jaren van haar leven woonde Bleeker in een verzorgingstehuis in Emmen, waar ze in 2011 overleed.

## In de literatuur
- De persoon van Sylvia in de boekenserie Reis door de Nacht van Anne de Vries is deels gebaseerd op Bleeker en deels op de verzetsstrijder Esmée van Eeghen.
- In 2016 verscheen het boek Geesje Bleeker: Ik pleegde geen verraad om het verraad. De auteurs hadden Bleeker in 1997 geïnterviewd en toestemming gekregen haar dossier bij de Bijzondere Rechtspleging in te zien, op voorwaarde dat zij pas na haar overlijden haar met naam en toenaam zouden noemen.